# ノヴォクズネツク
座標: 北緯53度45分 東経87度07分 / 北緯53.750度 東経87.117度
ノヴォクズネツク（Новокузнецк、 発音：/nəvəkʊzˈnʲetsk/、 意味:"new smith's" 、 英: Novokuznetsk）は、ロシア連邦のシベリア連邦管区ケメロヴォ州の都市。人口は53万7480人（2021年）で、州都ケメロヴォと互角である。石炭産業が盛ん。ノボクズネツクとも。

## 歴史
1618年、コサックによってトミ川に面する要塞 （Кузне́цкий острог、Kuznetsky ostrog）として建設され、1689年にクズネツク（Кузне́цк、Kuznetsk）と呼ばれるようになった。1930年代、スターリンの施策によって急速に発展し、重要な工業都市となる。
1931年にノヴォクズネツク（新クズネツク）に改称。翌1932年にスターリンに因みスターリンスク（Ста́линск、Stalinsk）と改められたが、1961年にノヴォクズネツクに戻された。
1857年に、ここでフョードル・ドストエフスキーが最初の妻マリア・イサエヴァ（Maria Dmitriyevna Isaeva）と結婚している。
第二次世界大戦後、第525収容地区（ラーゲリ）が設置されて、シベリア抑留の対象となった日本人捕虜が収容された歴史がある。

## 姉妹都市
- ダラス、アメリカ合衆国
- ニジニ・タギル、ロシア
- ピッツバーグ、アメリカ合衆国
- ザポリージャ、ウクライナ
- バーミンガム、イギリス

## ギャラリー

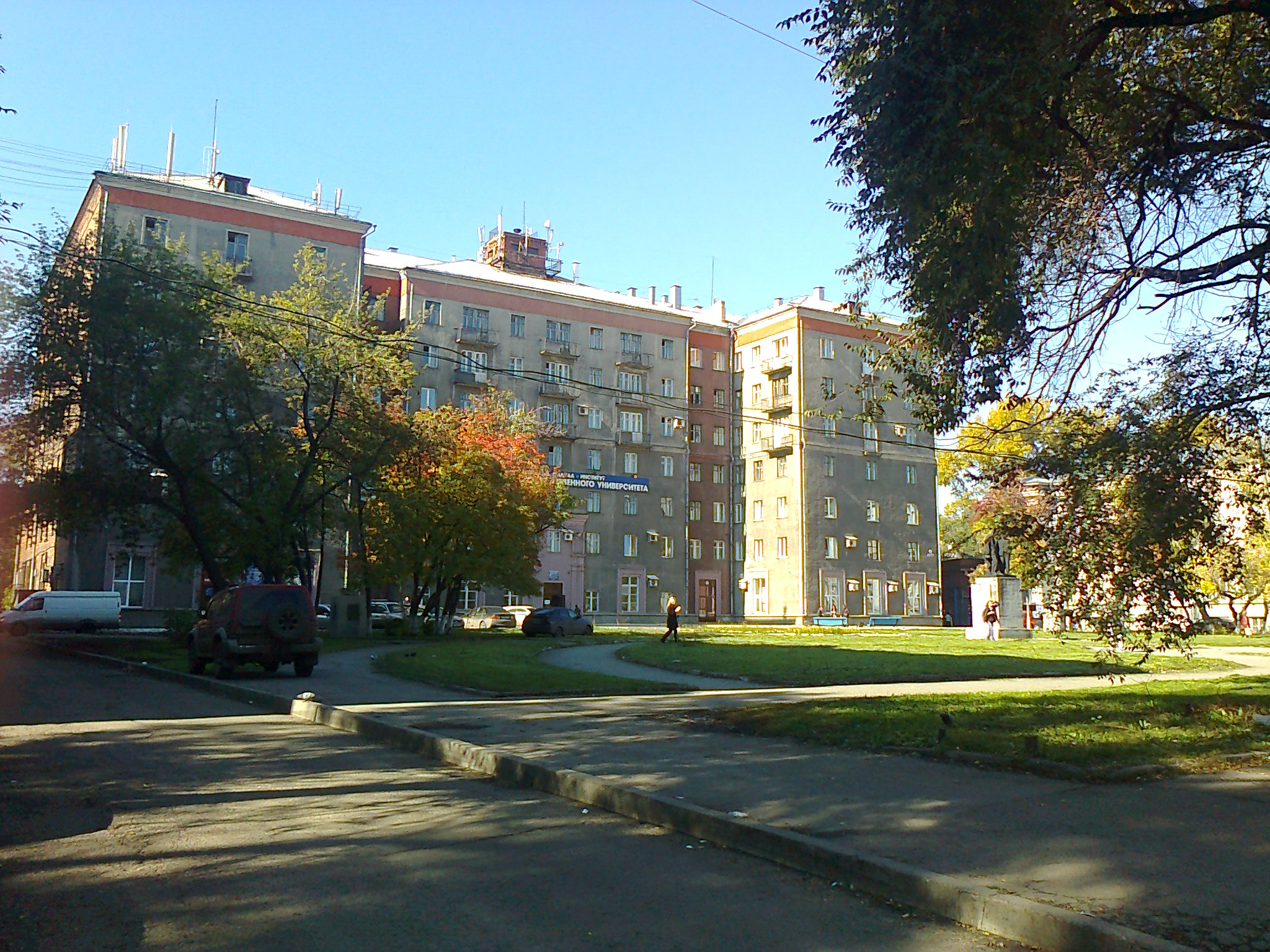
ケメロヴォ州立大学 Kemerovo State University
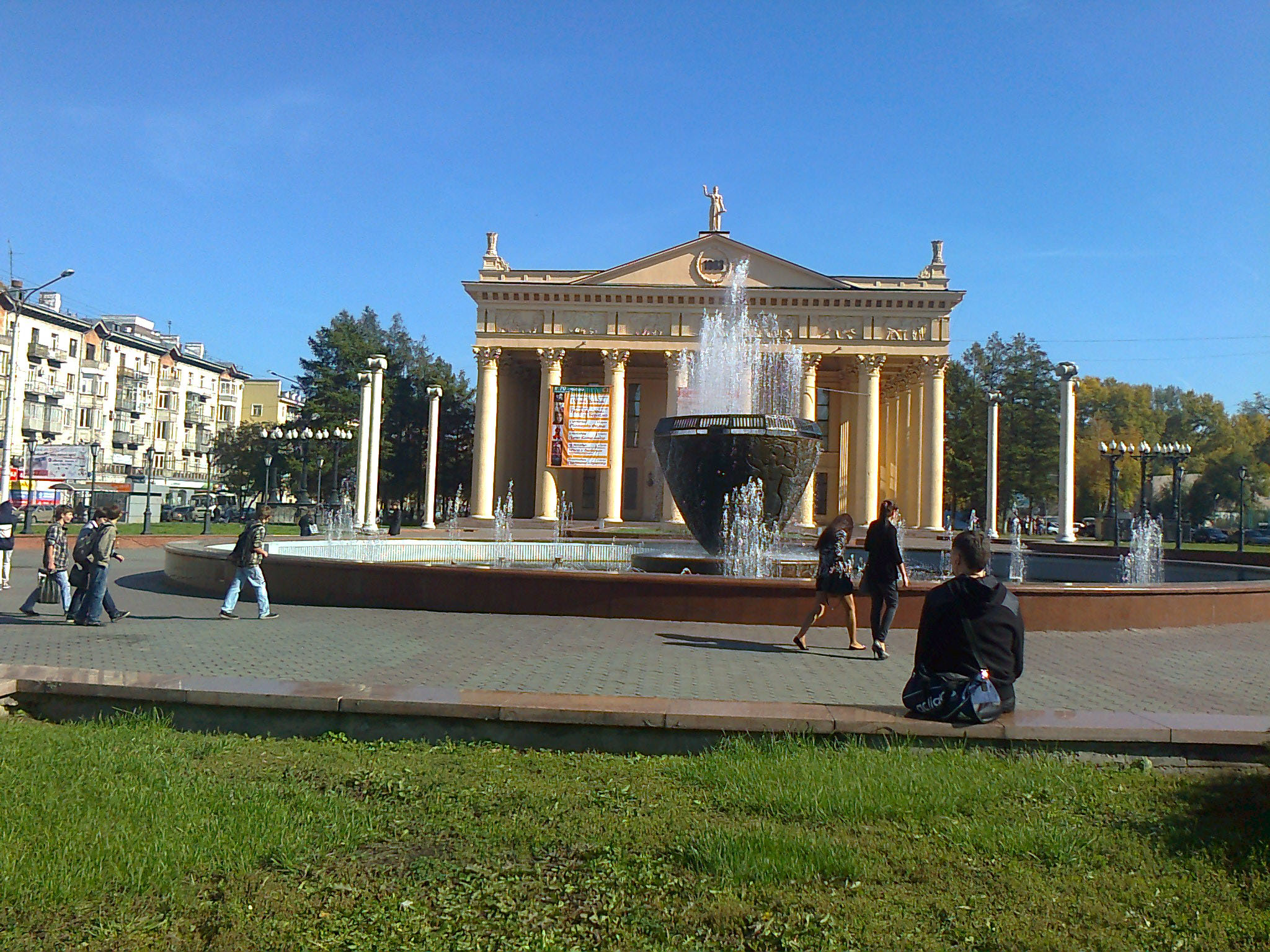
Teatralnaya Square （Театральная площадь）
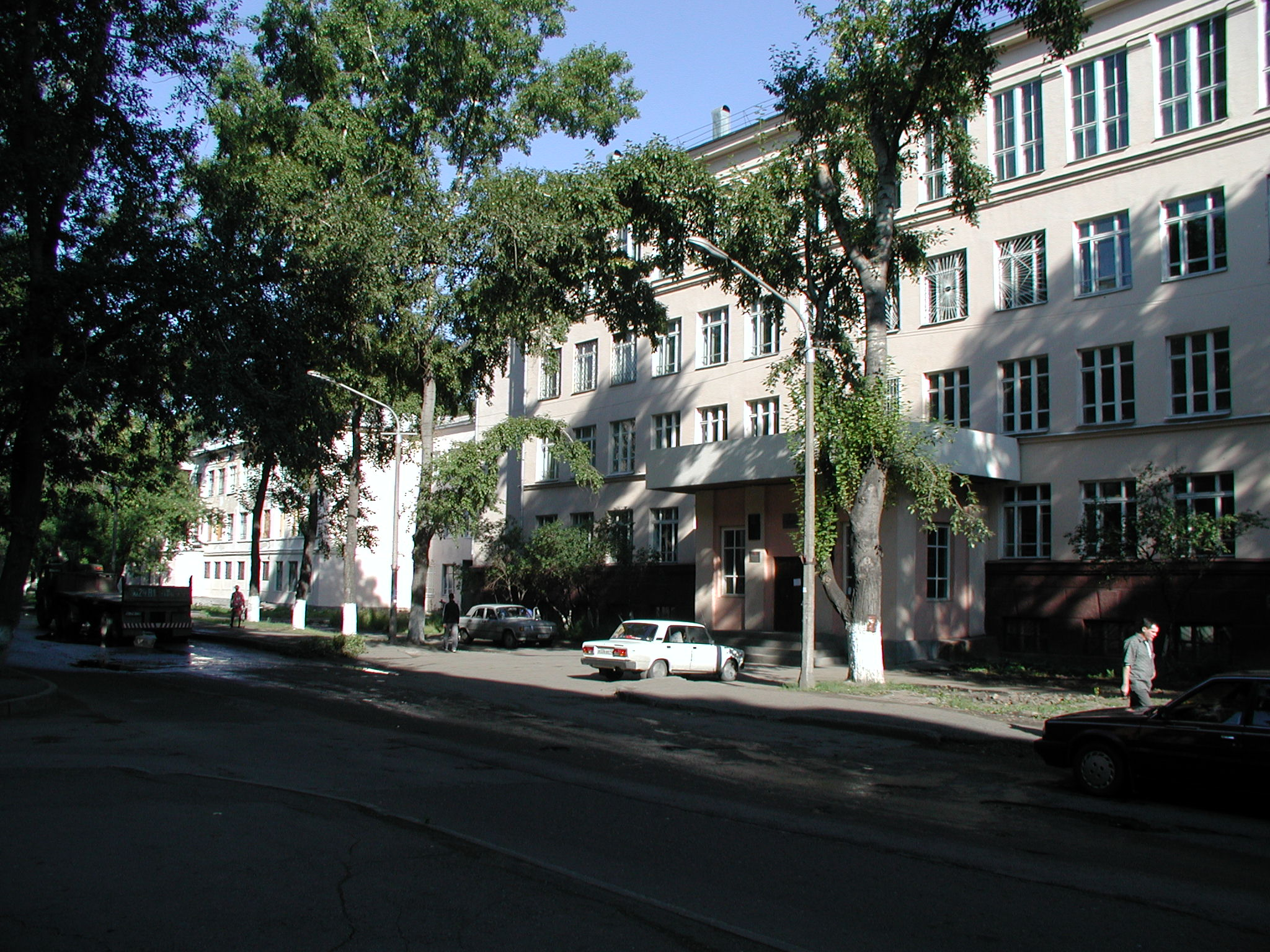
国立クズバス教育大学 Kuzbass State Pedagogical Academy
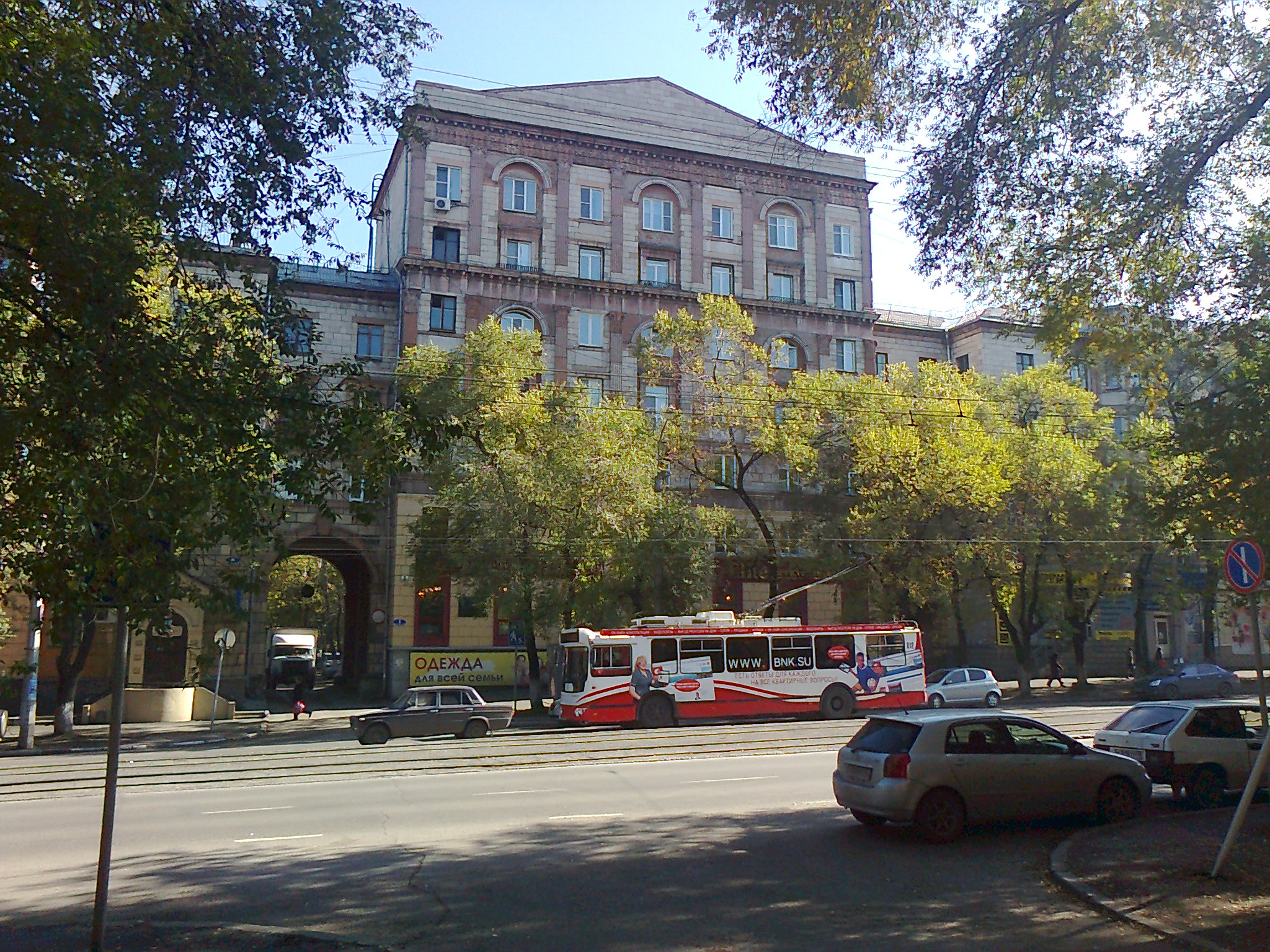
メタルルゴフ通り prospekt Metallurgov
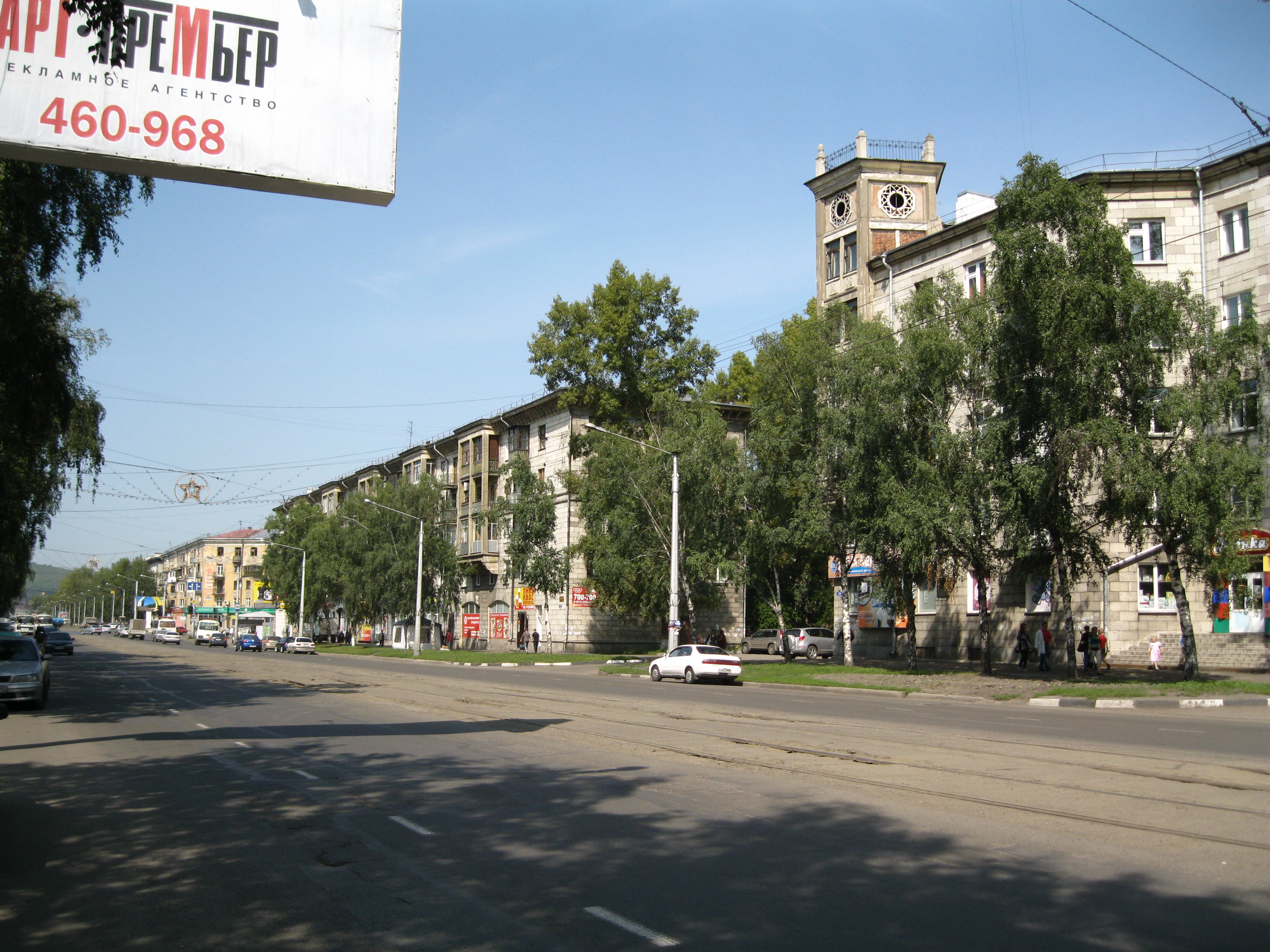
クラコ通り
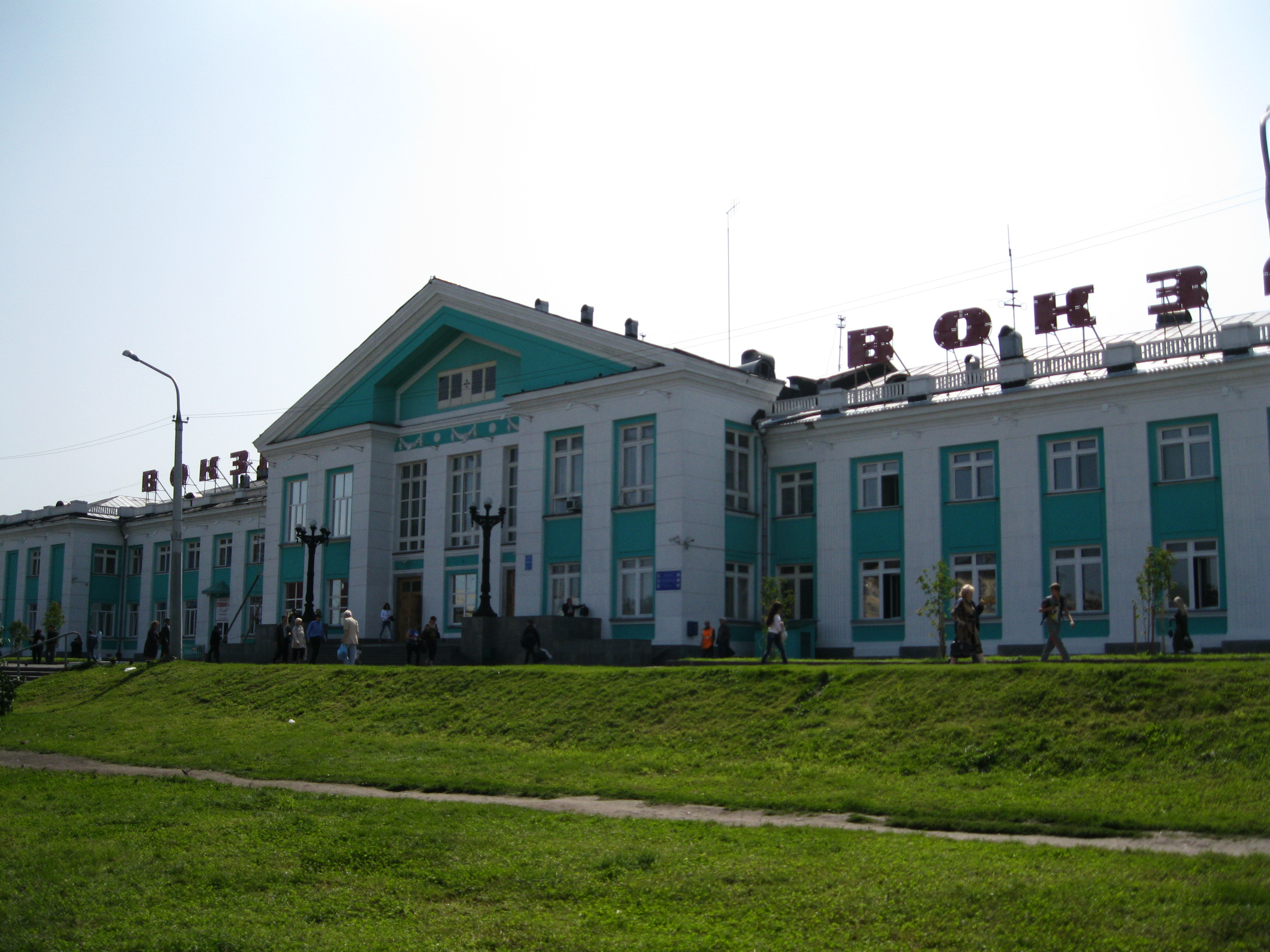
ノヴォクズネツクにある鉄道の駅。Новокузнецк-Пассажирский (вокзал)